# Terratrèmol de Santiago de 1985
El terratrèmol de 1985 de Santiago o terratrèmol d'Algarrobo de 1985, es va registrar el diumenge 3 de març de 1985 a les 17:47 hora local (22:47 UTC). L'epicentre era a la costa central de la Regió de Valparaíso a l'estat de, Xile, a prop de la localitat de Laguna Verde, a uns quants quilòmetres al sud de Valparaíso. Va tenir una magnitud de 8.0 MW i de 7.8 MS.

## Geofísica
Des de la Península de Taitao (a la regió d'Aysén) fins a la costa sud de Colòmbia existeix una zona de subducció, on la placa de Nazca subducta (penetra) sota la placa Sud-americana. Tot Sud-amèrica és damunt d'aquesta última placa, que s'ha elevat en els últims milions d'anys.
Pel que fa a Xile, és a la vora occidental de la placa de Nazca i sobre la zona de contacte o fregament entre les dues: la placa de Nazca avança, de mitjana, uns 80 mm per any cap a Xile. Però a la zona de contacte entre les plaques, no hi ha desplaçament: com que Sud-amèrica és sobre Nazca, no pot avançar, de manera que es comença a acumular energia potencial elàstica i com més temps passi sense que s'alliberi aquesta energia, més possible és l'ocurrència d'un gran terratrèmol.

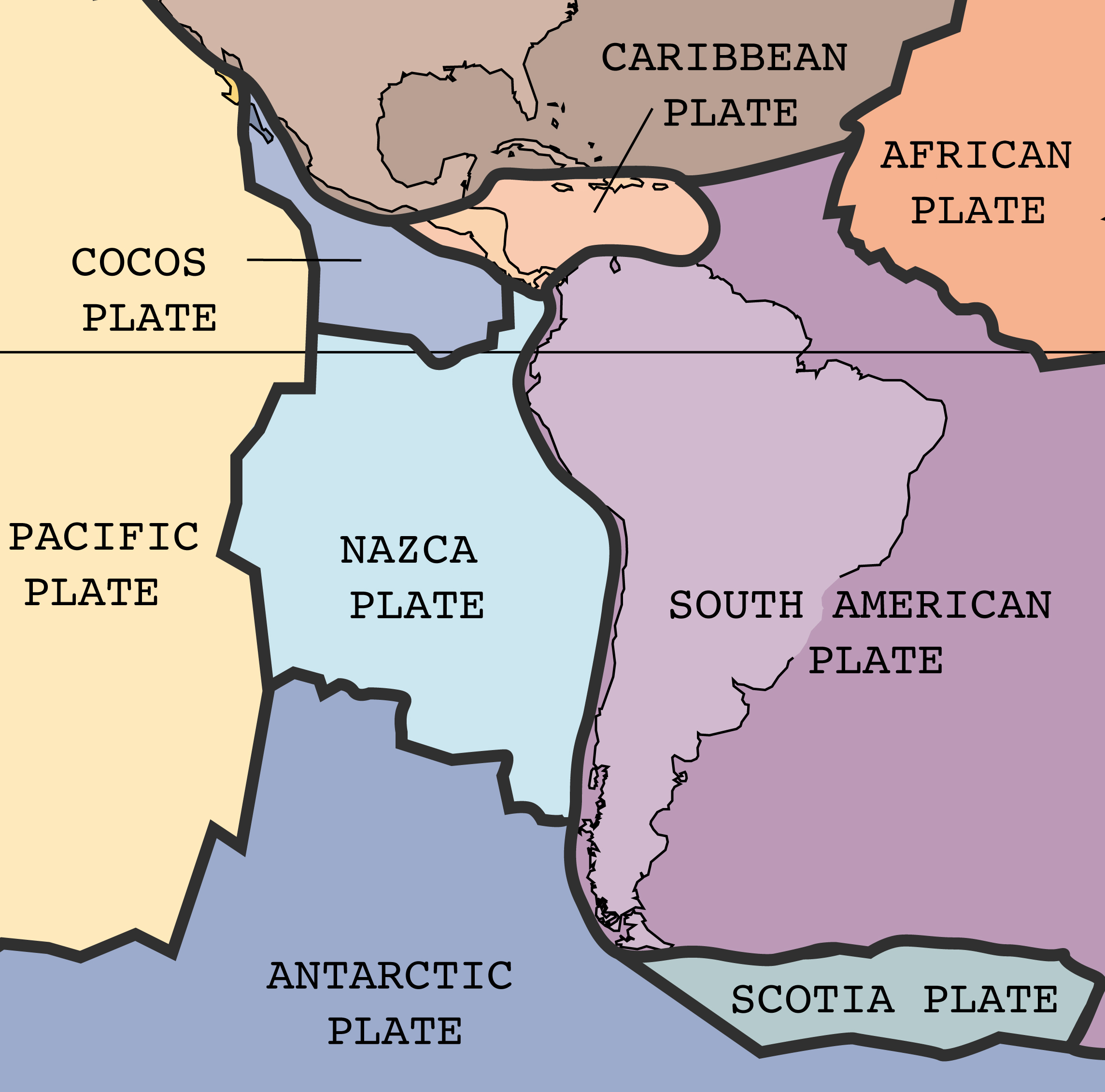
La subducció de la placa de Nazca sota la placa Sud-americana és un dels principals factors de la sismicitat xilena
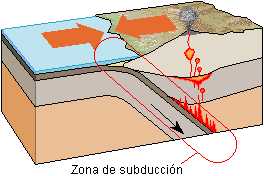
Esquema que mostra com funciona la subducció, on la placa oceànica entra per sota de la continental

El 3 de març de 1985, de sobte, una zona de la placa de Nazca avança abruptament cap a l'est mentre Sud-amèrica ho fa cap a l'oest. La magnitud del sisme és de 7.8 Ms, de manera que l'avanç no va ser superior a un1 metre, però la proximitat de la zona de ruptura, que abasta des Con Con fins al Llac Rapel, a la regió d'O'Higgins, amb les ciutats cèntriques i més poblades de Xile, ho va fer un sisme de característiques molt perceptibles.
A l'any 2012, les zones de risc d'un gran terratrèmol, superior a 8,6 Mw a Xile, abasta tota la zona compresa entre Pichilemu i Arica. Aquests sismes de «menor» intensitat, tot i ser sentits amb molta força, no alliberen prou energia per acomodar les plaques i el desplaçament elàstic acumulat durant centenars d'anys.

## Intensitats
| Lloc          | Regió de Xile             | Intensitat (Mercalli) |
| ------------- | ------------------------- | --------------------- |
| Navidad       | O'Higgins                 | IX                    |
| Melipilla     | Metropolitana de Santiago | VIII-IX               |
| San Antonio   | Valparaíso                | VIII                  |
| Valparaíso    | Valparaíso                | VIII                  |
| Santiago      | Metropolitana de Santiago | VIII                  |
| San Francisco | O'Higgins                 | VIII                  |
| Rancagua      | O'Higgins                 | VII                   |
| Curicó        | Maule                     | VII                   |
| Talca         | Maule                     | VII                   |
| Linares       | Maule                     | VI                    |
| Concepción    | Biobío                    | V                     |
| La Serena     | Coquimbo                  | V                     |
| Temuco        | La Araucania              | V                     |
| Valdivia      | Los Ríos                  | IV                    |
| Copiapó       | Atacama                   | IV                    |

## Efectes
El sisme es va sentir entre la Regió d'Antofagasta i la Regió de Los Lagos, i amb major força a la zona central de Xile, fins a una intensitat màxima de IX a l'escala modificada de Mercalli.
La zona més afectada va ser San Antonio (Regió de Valparaíso), així com les localitats d'Alhué, Melipilla (a la Regió Metropolitana) i Rengo (Regió d'O'Higgins). A més, el terratrèmol va afectar amb gran intensitat la capital de país, Santiago de Xile, on es concentra prop de el 40% de la població.

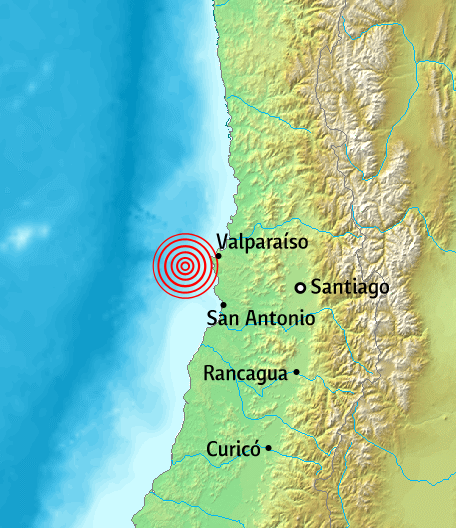
Terratrèmol de Santiago de 1985
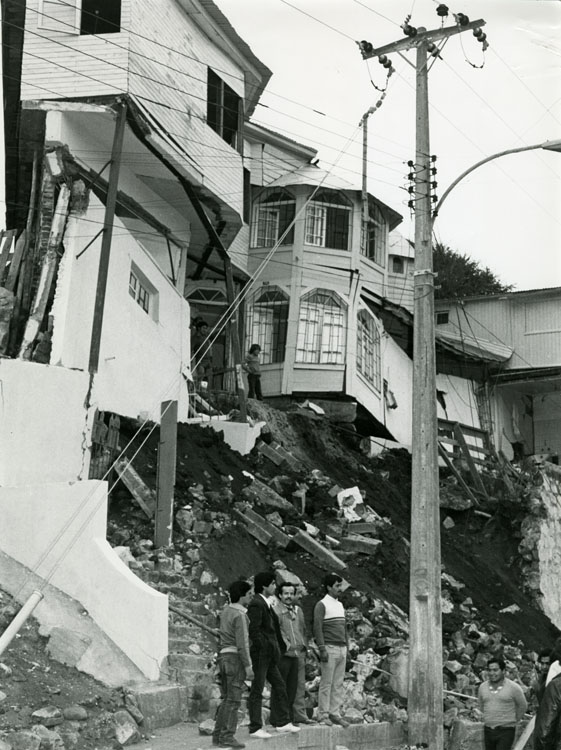
Cases del carrer José Manuel Balmaceda, afectades pel terratrèmol en San Antonio

El recompte final de víctimes va ser de 178 morts, 2575 ferits, 85.358 habitatges destruïts, 109.979 habitatges danyats i 986.544 damnificats. A més, es van enregistrar nombrosos esllavissades de terra, trencament de paviment amb destrucció de la Ruta Panamericana a uns punts, caiguda de ponts i danys considerables a la infraestructura dels pobles afectats. Els serveis bàsic es van interrompre durant molt de temps . Els danys van ser avaluats en més de 1046 milions de dòlars. Entre els edificis afectats hi ha la Basílica del Salvador, Monument Nacional que quedava greument danyat encar el 2009.
Per mor del terratrèmol, els fons que prevists per a la construcció de la Línia 3 de Metro de Santiago van ser destinats a la reconstrucció de la ciutat. Les obres van romandre paralitzades fins al 2010.

## Ajuda i reaccions internacionals
L'Oficina Nacional d'Emergència del Ministeri de l'Interior va distribuir un total de 240.156.430 pesos, entre ajuda estrangera, recursos estatals i donacions. L'empresa de camions Pegaso va posar a disposició de l'Onemi cinc camions de 30 tones, els quals van recórrer 14.289 km durant un mes repartint ajuda als damnificats. La Societat de Foment Fabril va donar al voltant de 20 milions de pesos entre materials de construcció i aliments.
L'Exèrcit de Xile va traslladar un hospital de campanya amb 80 llits fins a San Antonio, i va col·laborar en la instal·lació d'un hospital de campanya donat pel Perú i la instal·lació d'un altre a Rengo. També va instal·lar ponts a Llolleo i Lo Gallardo, va reparar 36 km de carreteres i camins, va instal·lar 600 habitatges d'emergència, i va col·laborar en la demolició de 130 edificis a Quinta Normal i Melipilla. L'Armada de Xile va col·laborar amb 277 habitatges d'emergència.
La Força Aèria de Xile va treure runes i reparar escoles a les comunes de Colinas i Pudahuel, de policlíniques a San Miguel i Melipilla, i la de la llar d'avis del Consell Nacional de Protecció a l'Ancianitat (Conapran) a Talagante; la construcció de tres aules i habitació de la llar de Conapran a Rengo; la instal·lació d'una infermeria de campanya a Batuco; el suport amb ambulància, infermers i camions cisterna durant cinc dies a Lampa; l'assistència amb un hospital de campanya a Melipilla i Rengo, amb un total de 7702 atencions mèdiques, i l'atorgament de facilitats extraordinàries a l'Aeroport de Pudahuel per rebre l'ajuda estrangera, que va totalitzar 790 tones, transportades en 221 aeronaus.
La Defensa Civil de Xile organitzar accions de suport a 59 albergs ajudada per 5192 voluntaris.
La Creu Roja de Xile va actuar mitjançant 56 entitats a 189 localitats de país. Van ser ateses 158.946 persones; es van lliurar 419.189 peces de vestir, flassades i matalassos, 21.248 estris de casa, 84.394 kg d'aliments, 370 carpes familiars, i es va atendre en infermeries a 14 277 persones. També va lliurar 43 cases prefabricades a la municipalitat de Lolol i 41 a la de Quinta de Tilcoco, i es va posar en marxa una central d'informacions que va rebre sol·licituds d'ubicació de persones, provinents del Comitè Internacional Creu Roja i de 27 països. Es va atendre un total de 3859 casos.

### Reaccions internacionales
- Estats Units: El Departament d'Estat, a través del programa USAID / OFDA, va donar sostres plàstic per a 16 mil habitatges, 26 estancs inflables d'aigua i 9000 bidons, els quals van solucionar part de el problema d'aigua potable a Sant Antonio.[2]
- Suïssa: El govern suís es va comprometre reconstruir les escoles rurals que van resultar destruïdes.[2]
- Japó: El govern, en conjunt amb ciutadans i empreses, van realitzar una donació de 241.342,70 dòlars.[2]

## Cultura popular
- Després del sisme, la beguda alcohòlica composta per vi Pipeño amb gelat de pinya, molt popular a Xile, va rebre el nom de terremoto.[6]
- El terratrèmol va ser recreat en el primer episodi de la tercera temporada de la sèrie de Canal 13 Los 80, titulat «Pa' eso tengo familia».
- La novel·la d'Alejandro Zambra Formas de volver a casa, esmenta la seva experiència amb el terratrèmol; «La nit de terratrèmol tenia por però també m'agradava».